# マウンテンバイク
マウンテンバイク（mountain bike、MTB）とは、荒野、山岳地帯等での高速走行、急坂登降、段差越えなどを含む広範囲の乗用に対応して、軽量化並びに耐衝撃性、走行性能および乗車姿勢の自由度等の向上を図った構造の自転車のことを指す。
舗装路でも広く利用されており、用途によって様々な形態が存在する。シクロクロスバイクとともにオールテレインバイク（All terrain bike、ATB、全地形対応二輪車）と呼ばれている。

## 種類

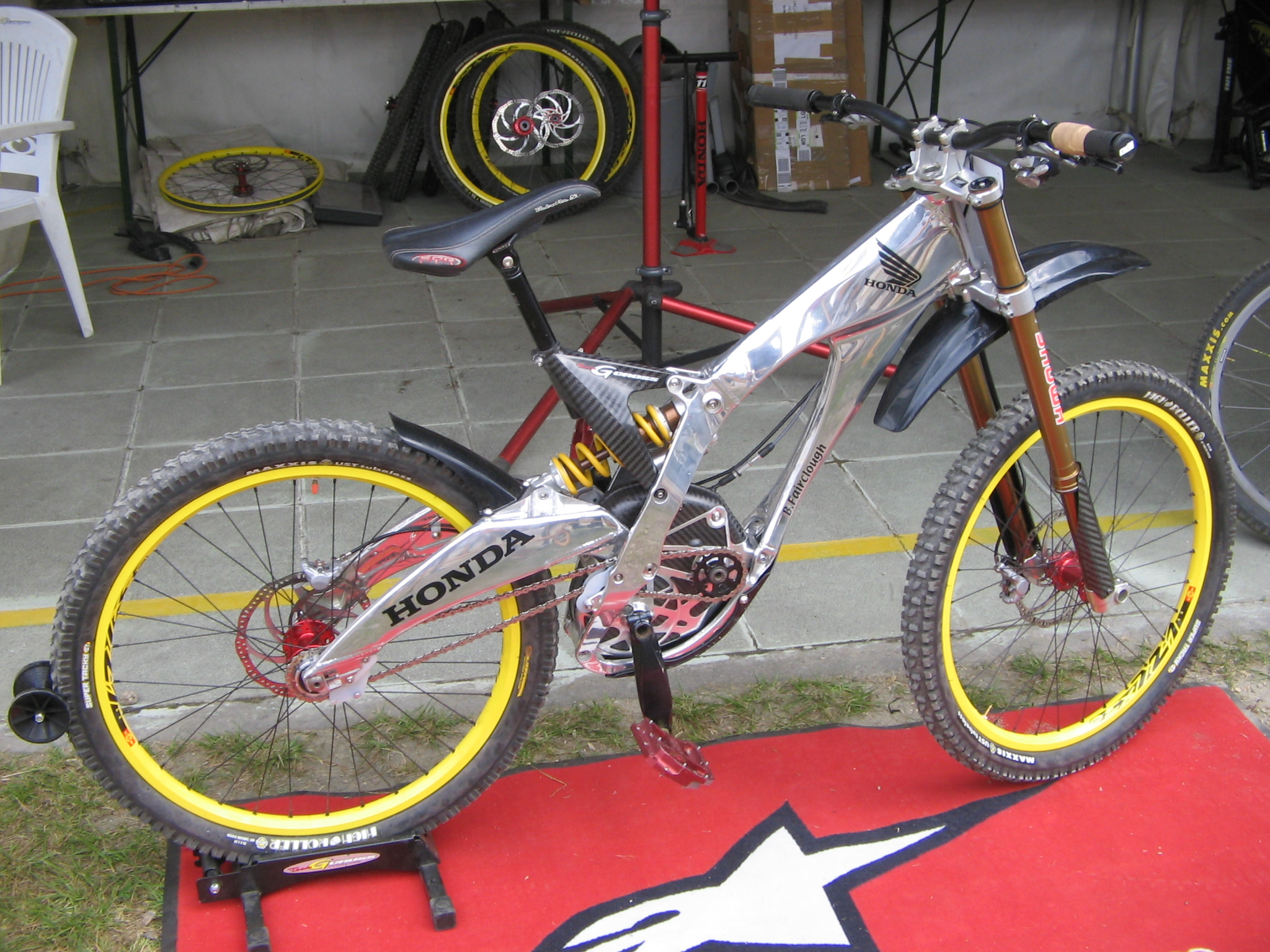
ダウンヒルバイク
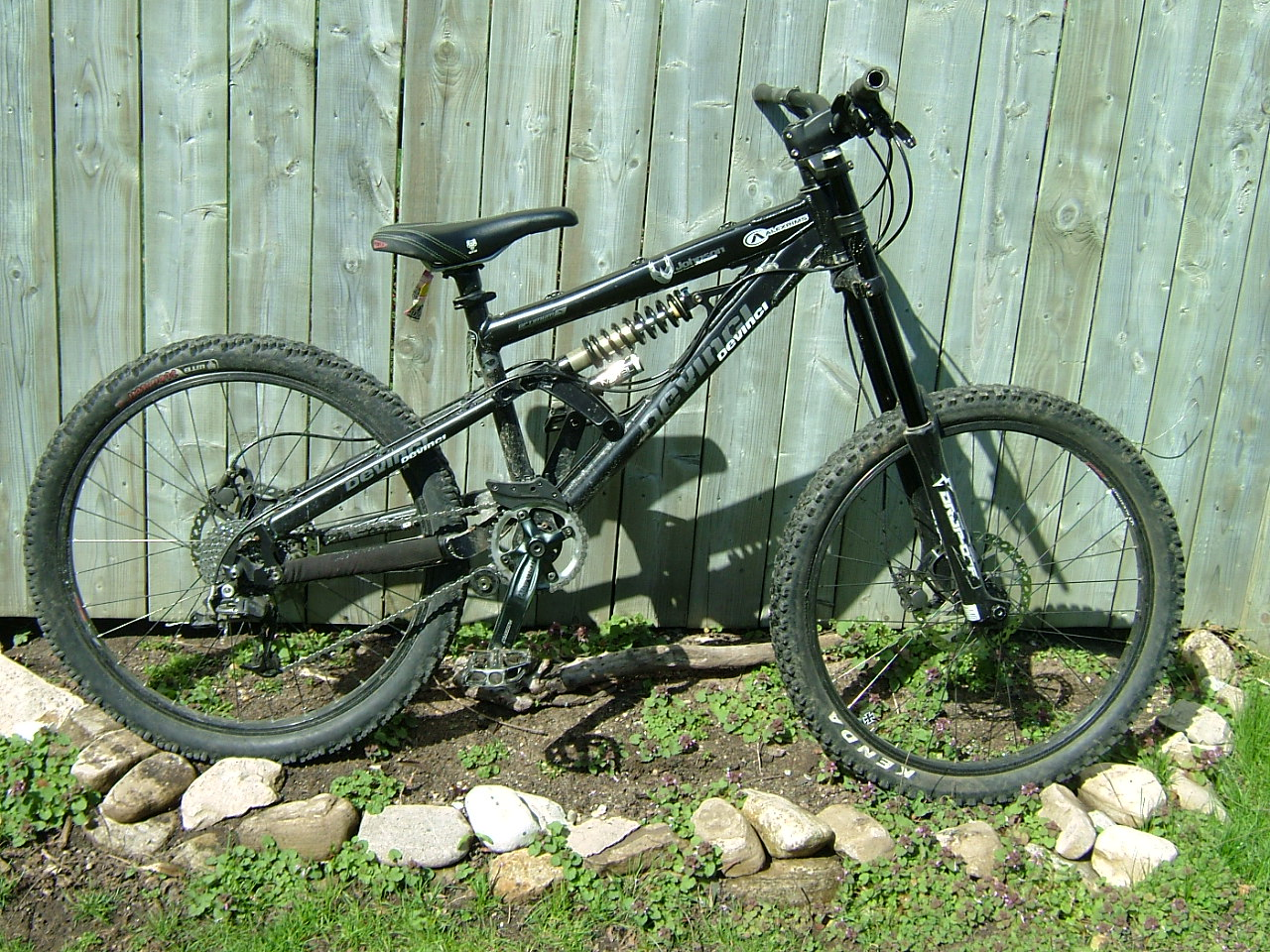
フリーライドバイク
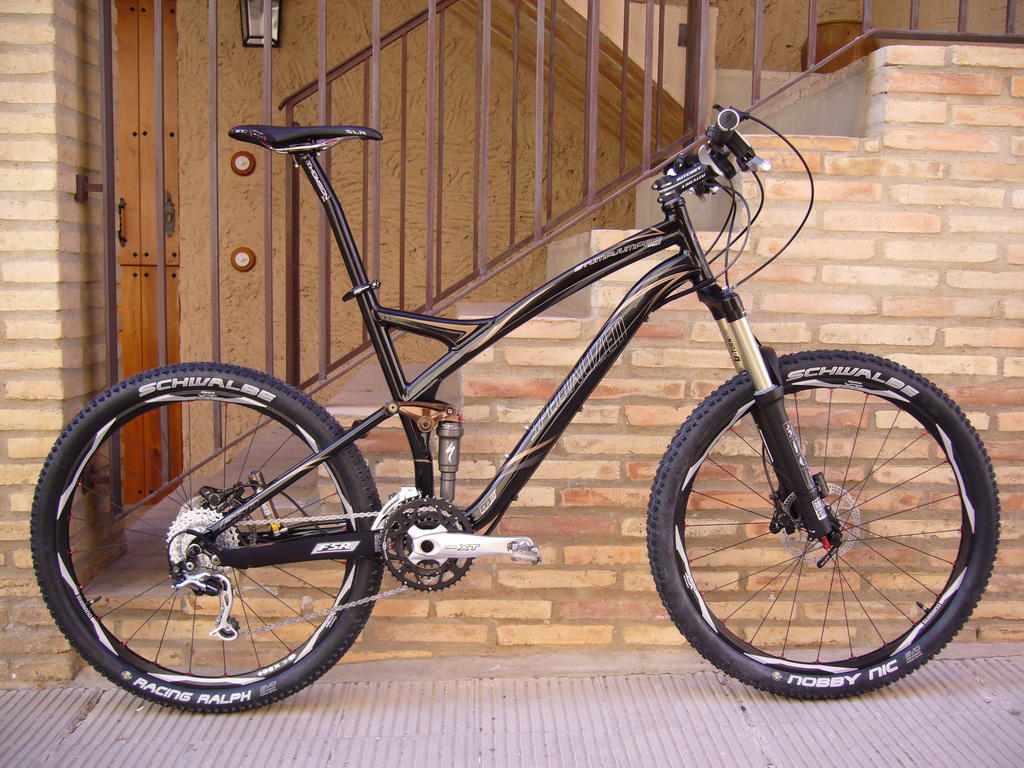
オールマウンテンバイク

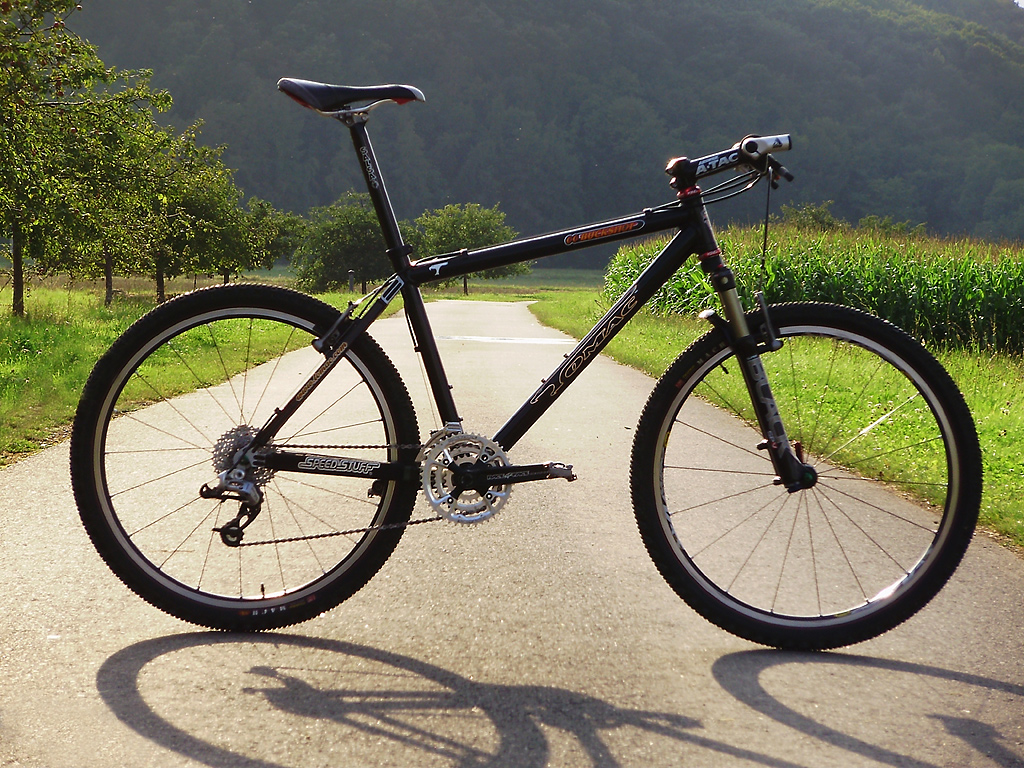
クロスカントリーバイク
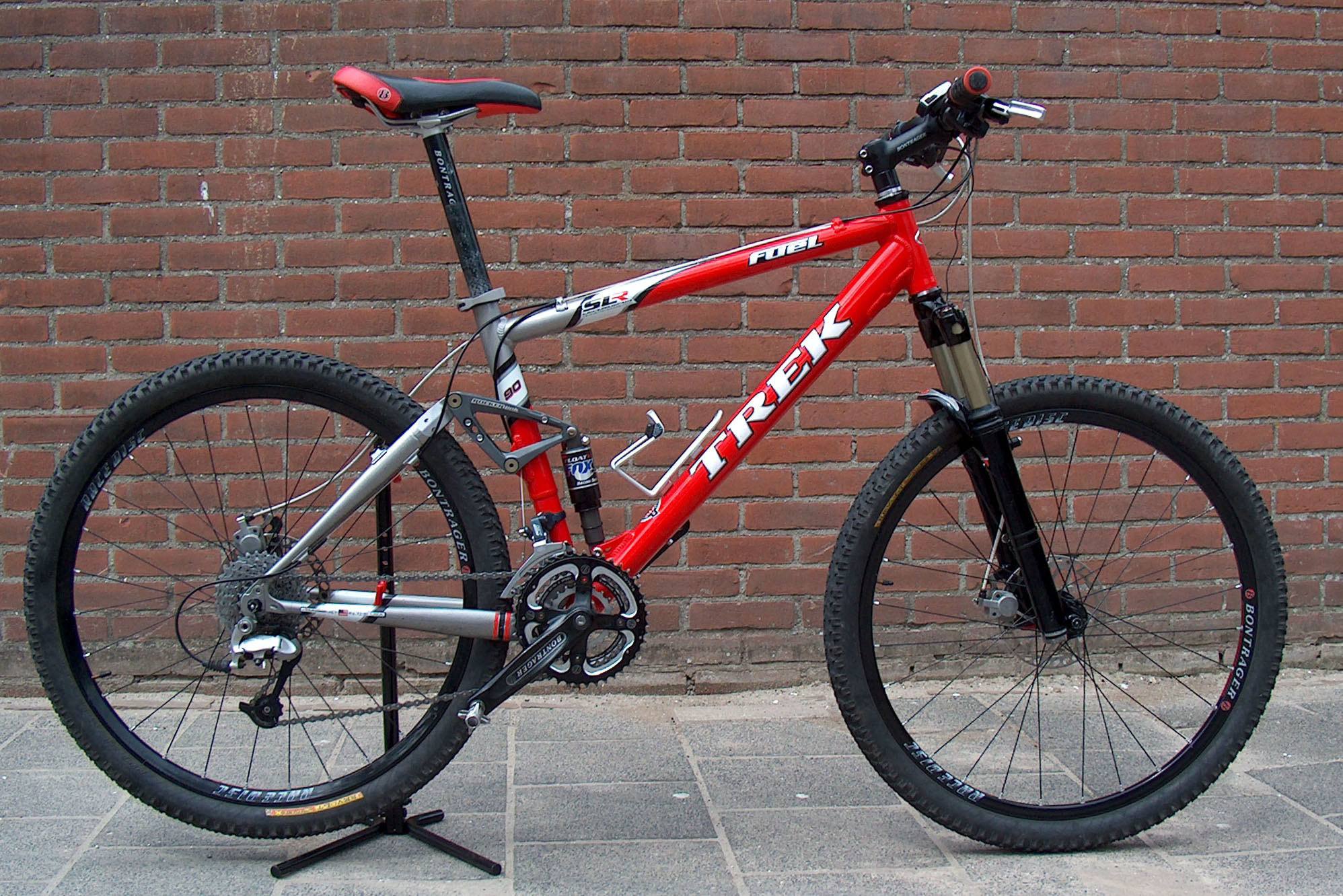
クロスカントリーバイク（フルサスペンション）
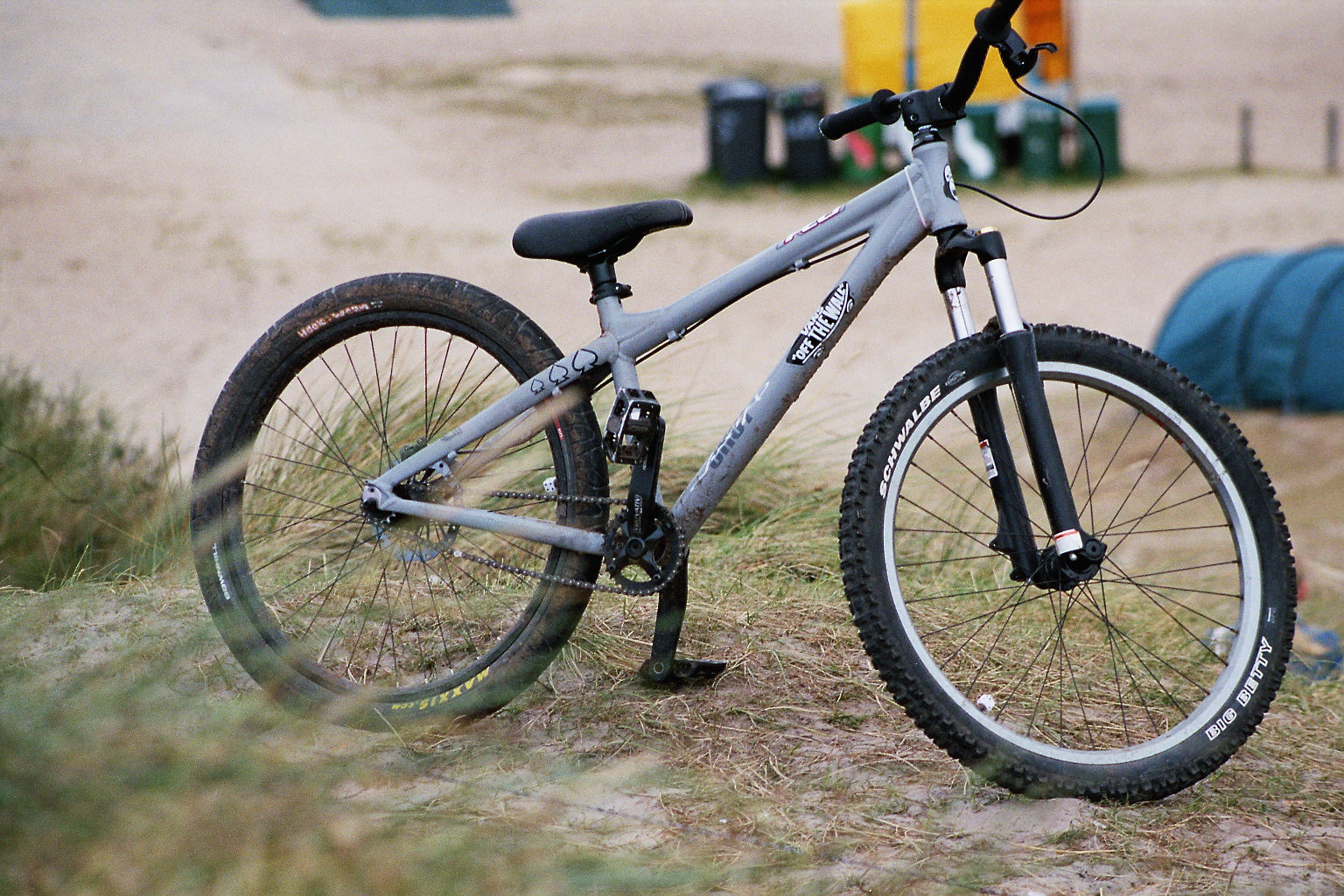
ジャンプバイク
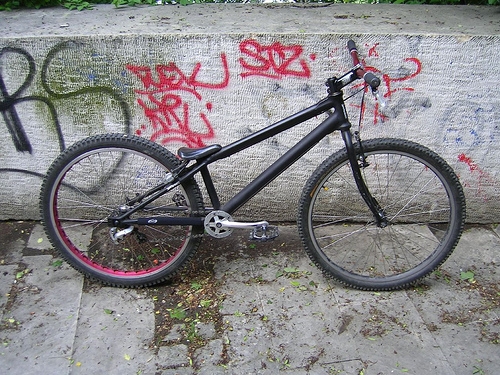
トライアルバイク

クロスカントリー（XC）
山道の長距離走行に特化したバイク。軽量なフレームに軽量なサスペンションフォークが組み合わされる。本格的な競技仕様車ではフレーム素材にカーボンが使われるが、全体的には取扱いの楽なアルミニウム合金が多い。また、カーボンとアルミが組み合わされることもある。サスペンションシステムとしては重量的、加えてパワーロスの観点から、長らくリアサス無しのハードテイルフレームが用いられてきたが、フレーム自体を軽量化できるカーボン製バイクや、アンチポピングやサスペンションリンクの改良が進んだことで、フルサスペンションフレームも投入されている。平地からある程度の上りまでをこなす速度域の多彩さから、フロント3段リア9段のドライブトレインが一般的となっていたが、レース用機材としては変速段数より変速作業の容易さを求め、SRAM、シマノ共にフラッグシップコンポネートとしてフロント単段リア12段を投入している。SRAMが、2012年にはフロント単段でリア11段の「XX1」を、2016年にはリア12段を投入し2018年にはシマノも追従した。
ダートジャンプ（DJ）
ジャンプスタントに特化した、BMXに近いバイク。小さめで取り回しやすいフレームが、堅牢なクロモリか、十分な補強を施したアルミニウムで作られる。着地の衝撃を和らげるためにサスペンションフォークを装備することが多いが、BMX同様リジッドフォークが使われることもある。チェーントラブルと故障を招きやすい変速機は装備しないことが多い。
オブザーブドトライアル（TR）

障害物を乗り越える動作に特化したバイク。比較的軽量なアルミニウムを使用したフレームが主流で、リジッドフォークを前提とした設計になっている。競技ではサドルや変速を使用しないため、競技仕様車ではサドルやディレーラーが台座ごと省かれている。ブレーキは瞬時に確実な制動力を求めるため油圧駆動のリムブレーキを採用していることが多い。
プレイバイク
2010年頃よりジャンルが定着し始めたMTBとBMXをミックスさせたバイク。ダートジャンプ用に似ているところもあるが、街中での使用がメインなのでフレーム補強はほどほどに押さえられている。変速機はBMX的なフロントシングル、リアはMTB的な9段である程度の速度を保てるようにできている。最大の特徴はリアエンドがトラックエンドになっていて、ホイールベースの調整ができる点。またこれによりディレイラーを取り外しシングルスピードMTBにしてもチェーンテンショナーを装着する必要がない。
- ダウンヒルバイク
- フリーライドバイク
- オールマウンテンバイク

ダウンヒル（DH）
山を下り降りることに特化したバイク。数メートルの崖を飛び降りるなど過酷な環境に耐える強度を備えた頑丈でフルサスペンションのフレームが使われ、コンポーネントもハードな使用を考慮された専用の物が使われる。
変速段数が多く強力なディスクブレーキを装着し各部が補強されているために重量が20kgに達するものが多かった。
2009年、GTバイシクルズより量産モデルとして世界初の、フルカーボンフレームのDHバイク（GT FURY 2010年モデル）が発表され、これ以降はカーボン素材のダウンヒルバイクが普及した。
GT FURY 2010年モデルはカーボンフレームでありながら車体重量は約19kgで、極端に軽量ではなかった。しかし、カーボンフレームのダウンヒルが一般的になるにつれ、車体の軽量化が進んだ。
フリーライド（FR）
フリーライドの名の通り、技を重視し、自由に乗車する目的から、ややトライアルに近い構成を取る。技に耐える目的からコンポーネントとフレームには頑強さが要求される。ダウンヒルとクロスカントリーとトライアルのいずれも中間のような存在。下りのみに特化せずにより広い範囲に対応するバイク。山までは車で運ぶことを前提に、高速域の使用は考慮されていないため、フロントはシングルかダブル構成が多く、アウターギアをバッシュガードとしたものが多い。
オールマウンテン（AM）
フリーライドよりさらに幅広く、クロスカントリー､トレールツーリング､ダウンヒル､フリーライド､トライアル等のマウンテンバイクの全ての要素を兼ね備えたバイク｡ 先鋭化した競技志向ではなく、山の全てを楽しむという本来のコンセプトに立ち戻ったマウンテンバイク。前輪にサスペンションを持ちリジッドフレームのモデルが多い。

## 歴史

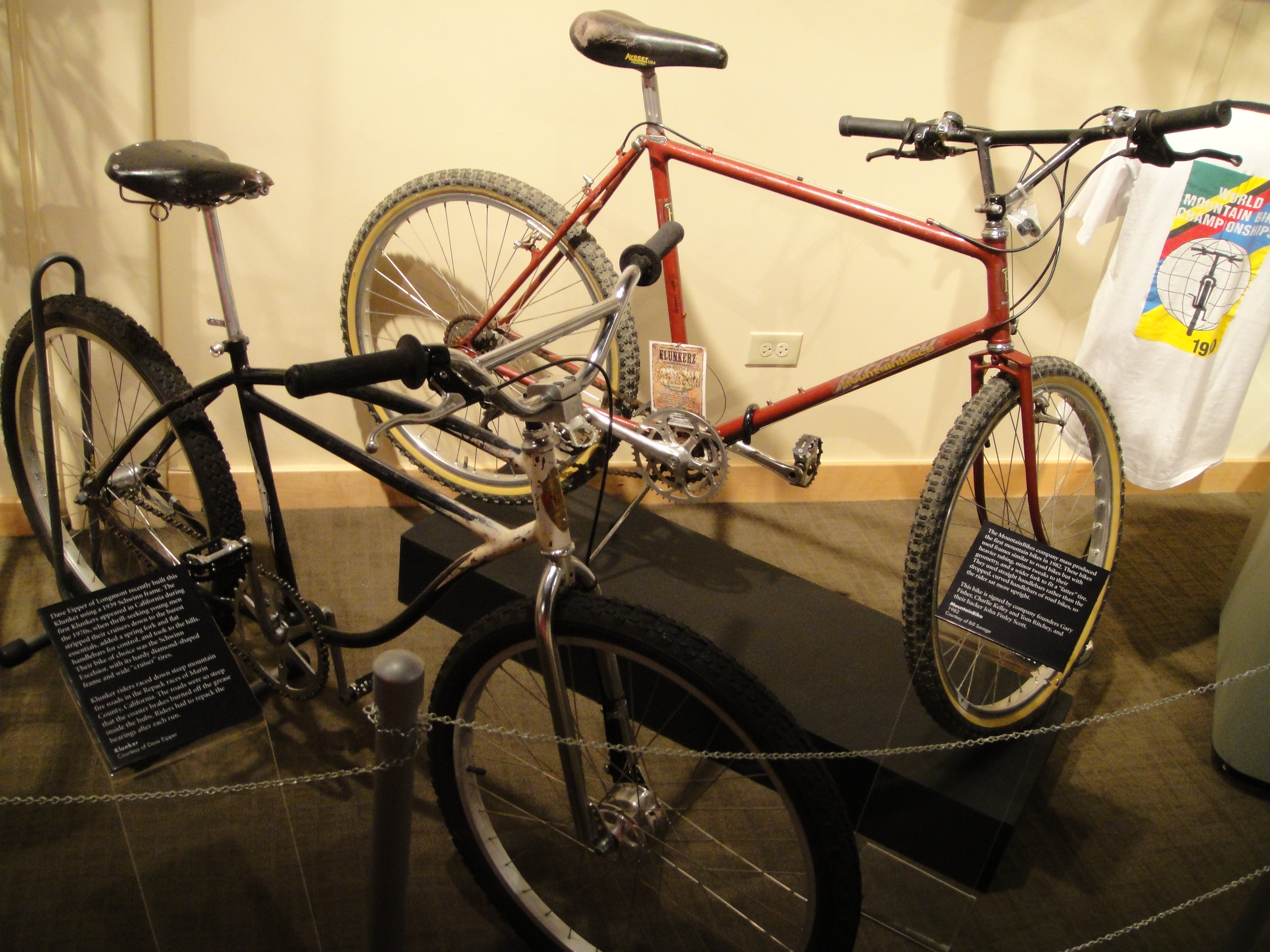
「クランカー」を再現した改造クルーザーバイク（左）と量産初期のマウンテンバイク

1970年代後半にアメリカ合衆国カリフォルニア州サンフランシスコ郊外のマリン郡で、ヒッピー達がビーチクルーザーや実用車などに太いタイヤをつけ、急勾配の山を下りタイムを競った遊びが始まりといわれている。同時期に北カリフォルニアでも同じ遊びが発生していたが、一般的にマリン郡がマウンテンバイク発祥の地とされるのは、同郡マウント・タム（タマルパイス山）で行われていた当時最大のレースによるところが大きい。
初期の改造ビーチクルーザーは必ずしも完成度は高くなく、あまりの重さで変速もなかった。
そうして遊んでいるうちに如何に速く未舗装の山道を下るかという競技らしきものになった。しかし前述のように車体の強度が低いため山を下るたびに過度の衝撃でヘッド部やハブのグリースが焼けて燃えてしまい、その都度グリースの詰め替え（リパック）しなくてはならないようなものであった。このことからこの競技は当初「リパック（Repack）」とも呼ばれ、地域の自転車好きに新しい遊びとして浸透していった。
このような遊びはやがて本格的なロードレース選手も魅了し、その中に後のマウンテンバイク創始者の一人であるゲイリー・フィッシャー、トム・リッチー、ジョー・ブリーズなどがいた。彼らがクランカーを知った経緯として、ラークスパー・キャニオン・ギャング（Larkspur Canyon Gang）と呼ばれるヒッピー集団の存在が挙げられる。
しかし使用する車体の強度が依然として低くいろいろと不都合が生じるために、リパックに参加する者たちは激しい使用に耐えるものを求めるようになった。ジャンク屋などからとくに頑丈なビーチクルーザーのフレームを探し出し、このフレームに急降下でも確実に動作するよう制動力の強いオートバイ用のドラムブレーキハブなどを用い、また山を登るためにツーリング用自転車であるランドナーのトリプルクランクや変速機を装備するようになった。
やがて既存の自転車パーツの借用に限界を感じていた彼らは、この自転車を自作し始めた。1977年にジョー・ブリーズが専用フレームを設計、自然と仲間たちから「BREEZER」と命名される。1978年にはゲイリー・フィッシャーがロードレース仲間で同時に優れたフレームビルダーでもあったトム・リッチーに新しい自転車の製作を依頼、「フィッシャーマウンテンバイク」としてマウンテンバイクを製作、販売、山や丘陵の荒れ野で遊ぶ自転車として定着させた。後にこの三人は「ブリーザー（Breezer）」、「ゲイリー・フィッシャー（Gary Fisher）」、「リッチー（Ritchey）」として独自ブランドを築き上げる。彼らが制作・販売していたものはクロモリフレームであり、アルミ合金フレームはチャーリー・カニンガム（英語）によるところが大きい。マウンテンバイクが全世界に定着する上では1981年にスペシャライズド社が発売した「スタンプジャンパー」の果たした役目が大きい。初めて量産体制で製造されたスペシャライズドのマウンテンバイクは新たなジャンルの自転車として全米に、そして世界に広まった。
発展途上国ではそれまでのロードスター型自転車のタイヤ規格（26インチWO）に代わってマウンテンバイクの規格（26インチHE）が普及しつつあり、マウンテンバイクの車体自体も浸透しつつある。また先進国では、かつてロードスター型自転車に求められた用途にマウンテンバイクが用いられている。このほか技術的にもマウンテンバイク競技で培われた技術がロードバイクに転用され、自転車競技に新たな刺激を与えたものは多い。

### 年表
- 1974年 - ゲイリー・フィッシャーが改造型ビーチクルーザーダウンヒラーを誕生させる。
- 1976年 - カリフォルニアでの「リパック」がレースとして本格化する。
- 1977年 - ジョー・ブリーズがオフロード専用フレーム「BREEZER」を完成させる。
- 1979年 - ゲイリー・フィッシャーとチャーリー・ケリーがマウンテンバイクス社（MountainBikes）を興して「マウンテンバイク」の販売を始める。フレームはトム・リッチーとジェフリー・リッチモンドが製作。
- 1981年 - スペシャライズド社が最初の量産MTB「スタンプジャンパー」を出す。
- 1982年 - オフロードバイクコンポとしてシマノがツーリングコンポ「DEORE」から独立して初代Deore XTを発売。サンツアーもオフロード専用コンポ『マウンテック』を発売。日東ハンドルがトム・リッチーの依頼によりMTB用ブルムース・ハンドルの製造を開始。
- 1983年 - マエダ工業（サンツアー）がクロスカントリー用コンポーネントのサンツアーXCを発売。
- 1986年 - アメリカでMTB専門誌「MOUNTAIN BIKE ACTION」が創刊。
- 1989年 - フランスでMTB専門誌「VTT Magazine」が創刊。MTB用サスペンションフォーク「ROCK SHOX」が登場。
- 1990年 - 世界選手権においてMTB競技が実施される。種目はダウンヒルとクロスカントリー。アルパインスターズがMTBの量産を開始。ダグラス・ブラッドバリーがMCUエラストマーを使用したサスペンション「マニトゥ」を開発。
- 1994年 - ロブ・ロコップ、マイク・マルケス、リッチ・ノヴァクによって設立されたサンタクルズ・バイシクルズがフルサスペンションバイク「ダズモン」を開発。
- 1996年 - アトランタオリンピックにおいて自転車・マウンテンバイク・クロスカントリー男子/女子が正式種目で実施される。

### 日本での歴史
1980年代後半に日本に第一次マウンテンバイクブームが訪れる。オートキャンプの浸透やアウトドアブームとともに、レジャーとしての認知度が高かった。当時は各地で手作り的なローカルレースが開催され、スポーツとしての認知も進んでいった。
- 1980年 - 東京・世田谷に日本初のMTB・BMX専門店「ワイルドキャット」が開店。
- 1982年 - スペシャライズド・スタンプジャンパーなどの製造を請け負っていた新家工業（アラヤ）が、自社ブランドのMTBであるマディフォックス26-DX（MB-MF26DX）を誕生させる。上級モデル以外はまだランドナーなどのツーリング用パーツが使われている。海外輸出向けではあるが大阪の桑原商会等も製作販売を開始した。
- 1983年 - 宮田工業がMTB「アイガー・プロEP-26K」の販売を開始。丸石自転車もMTB「イーグルMB26U」の販売を開始。
- 1984年 - 奈良県との府県境にある京都府相楽郡南山城村「大河原グランドキャニオン」にて、日本初のマウンテンバイク大会「1st SUNTOURマウンテンバイクセミナーin大河原グランドキャニオン」（3月31日 − 4月1日／主催：マエダ工業株式会社）が開催。
- 1987年 - 日本マウンテンバイク協会が発足。
- 1988年 - 「第1回全日本マウンテンバイク選手権大会」が開催。
- 1988年 - 世界選手権大会に初めて日本代表選手を派遣。
- 1989年 - ヒルクライム、ダウンヒル競技のジャパンオープンが開催。世界選手権大会におけるオブザーブドトライアルで柳原康弘選手が優勝。世界最大の自転車メーカー、ジャイアントが日本でのMTB販売を開始。
- 1992年 - 全日本選手権大会がシリーズとして開催される。
- 1994年 - NORBA（全米オフロードバイシクル協会）シリーズのデュアルスラロームで柳原康弘選手が優勝。
- 1995年 - 愛知県豊田市にてアジア大陸マウンテンバイク選手権が初開催される（アトランタオリンピックへの大陸参加枠付与大会）。
- 1996年
  - 日本自転車競技連盟による全日本選手権大会が開催（クロスカントリー：宮城県鳴子町、ダウンヒル：長野県白馬村）
  - アトランタオリンピックにてマウンテンバイク競技（クロスカントリー）が実施。日本代表は三浦恭資選手、谷川可奈子選手。
- 1998年 - 日本で初のUCI ワールドカップが新潟県新井市（現・妙高市）で開催される。
- 2015年 - 日本国内の公認シリーズ大会Coupe du Japon（クップ・デュ・ジャポン）が開始[11]。
- 2016年
  - マウンテンバイクのJOCジュニアオリンピックカップが長野県白馬村で開催[12]。
  - MTBリーグ（Mountain Bike League of Japan）が発足[13]。

## 構成部品

### フレーム
フレーム素材

かつてはクロモリ鋼が主流素材だったが、1990年代中ごろから軽量化目的でアルミニウム合金が台頭し、主流が交代している。クロモリフレームも、強度を重視するダートジャンパーや展性の高さを好むクロスカントリーライダーからは依然支持されている。高価なものではカーボンも使われる他、耐腐食性や耐久性に優れたチタン合金製フレームも手作業で作られている。衝撃を想定して、溶接部にはガセット（補強）を加えたものが多い。
フレーム形状

長らく形状はダイヤモンドフレームが主流だったが、競技内容の発達につれてフレームも各用途に特化し細分化されている。競技規定はロードレースと違い機材に寛容なので、必ずしも専用フレームの使用を義務付けられてはいない。変わったところではシートステイパイプが存在しない（チェーンステイを兼ねた巨大かつ頑丈なリアサスペンションで体重をも支える）タイプさえある。

#### リジッドフレーム
従来のダイヤモンドフレーム。後ろにサスペンションがないことからハードテイル（hardtail）と呼ばれる。クロスカントリー用、バイクトライアル用、ダートジャンプ用に大きく分かれている。ダートジャンプ用はフォークロスなどの競技に使われることもある。

#### サスペンションフレーム
サスペンションを装備したフレーム。ダウンヒル、フリーライド、オールマウンテンの他、クロスカントリーやダートジャンプ向けの製品も存在する。

### ハンドルバー
クロスカントリー競技では悪路・荒れ地での安定のよいフラットハンドル（ハンドルの握りと支持点がほぼ一直線上に並んだ形状—ブルムース・バーという）がほぼ主流、ダウンヒル、デュアルスラロームなどの降下やフリーライドにはライズバーと呼ばれる、末端まで少し上向きに上がった、肉厚のハンドルを使用する。クロスカントリー競技やツーリングなどではバーエンドバーを追加し、登坂時に使用することも多い。
2000年代のクロスカントリー競技では車体の制御を意識してライズバーまたは大幅（10°前後）に湾曲させたフラットバーを使用することも多い。
2000年代に現れた29erの中には、セミドロップハンドルを装着したモンスタークロスと呼ばれるものも登場している。一見するとシクロクロスバイクと類似しているが、UCIが定めた競技規定を満たさないため、29erでシクロクロス公式戦への参加はできない。

### ホイール
MTBが世に出てから長らくは26インチHEが主流だったが、2000年代から異なる規格のホイールを使用する機材が現れている。例えば、競技に限っていえば、走破性の高い29インチ（29er、ツーナイナー。ロードバイクで主流となっている700Cと同一径であり、リムがHEになる）がクロスカントリーレースでの主流となり、逆に取り回しに優れる24インチがフォークロスやストリートなどで使用されることがある。また、新たな規格である650B（27.5インチ）が現れ、市販レベルでも従来の26インチ（26HE）から650Bへ移行しつつある傾向が見られる。また26インチと29インチの異形ホイールを前後に組み合わせた69er（シックスナイナー）も商品化されている。さらに同じ29インチ、27.5インチ、26インチでも「＋（プラス規格）」という極太サイズのタイヤも出現し、それ専用のリムも存在している。このようにマウンテンバイクのホイールは規格がかなり多彩、逆をいえば統一性のない状態ともいえる。
フレームによっては26HEと650B、まれに29インチとの互換性は可能なこともあるが、ただしホイールが大きくなると重量の増加と強度の低下、ジオメトリーの変化（BBドロップの減少による不安定化）を招くため、用途に適した選択が必要になる。

### タイヤ
通常はオフロード用のブロックタイヤを装着するが、舗装路用のスリックタイヤも装着可能。競技用の主流はクリンチャータイヤからチューブレスタイヤへと移っている。
幅1.75 - 2.2インチ程度が多く使われるが、1インチ幅のスリックタイヤや4インチ幅のブロックタイヤも存在する。3インチ前後のタイヤを装着したものをセミファットバイク、4インチ以上のタイヤを装着したものをファットバイクと呼ぶ。タイヤ幅が広いモデルについては、通常リヤサスペンションが省略されることが多く、中でも4インチ規模のファットバイクについては前側サスペンションも省略されることが多い。ブロックパターンにも様々な種類があり、用途や路面状況によって選択され、前後のタイヤでブロックパターンが変えられているリムの種類もタイヤの太さに合わせる必要があるため、狭いリムに太いタイヤ、広いリムに細いタイヤは装着できないことが多い。

### ブレーキ
初期は泥はけが良いという理由からカンチレバーブレーキを使用していた。90年代後期にシマノがより制動力が高く、取扱いも楽なVブレーキを開発し、カンチブレーキに代わって主流となった。同時期にダウンヒルバイクではディスクブレーキも使われ始め、ブレーキの台座が統一された2000年頃から普及が始まった。雨天や泥濘状態でも制動力の低下が少ない、リムの振れが制動に影響しないといった利点があり、ダウンヒル以外のほぼ全ジャンルでエントリーモデル以外はディスクブレーキ装備となっている。

### フロントフォーク
初期のMTBはクロモリ鋼のリジッドフォークを使用しており、これでダウンヒル競技も行われていた。1990年代初頭からは路面からの衝撃を吸収するサスペンションも装備されるようになり、2000年代にはフロントサスペンションはほぼ標準装備となった。フレーム、フォーク共にサスペンションを装備していない車体は「フルリジッド」と呼ぶ。

#### リジッドフォーク

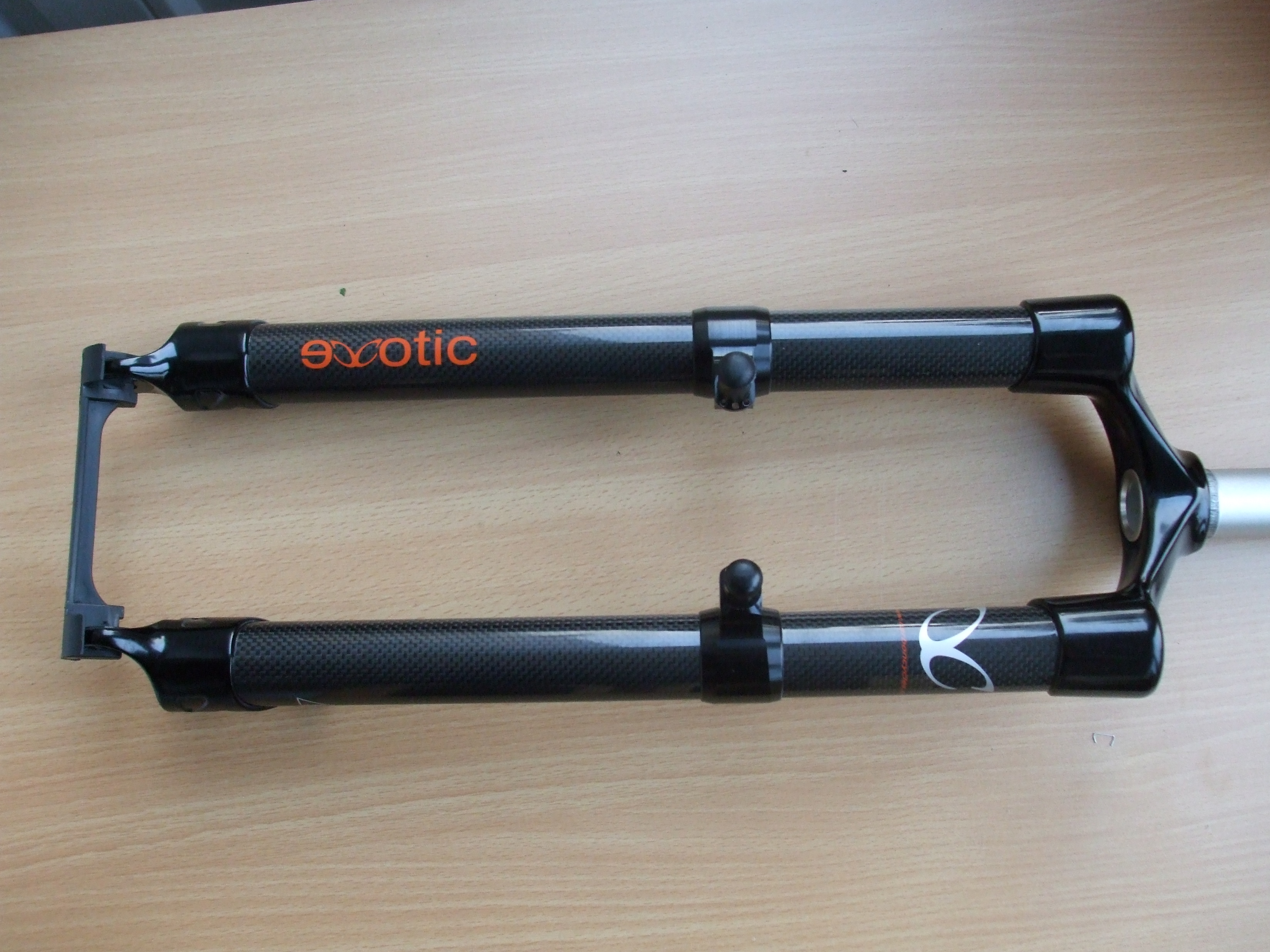
サスペンションフォーク互換のカーボンリジッドフォーク

サスペンションを必要としない用途ではリジッドフォークも使われている。素材にはクロモリ、アルミニウム、チタン、カーボンが使われるが、一般にカーボン製は過激な衝撃荷重（ダウンヒル、ダートジャンプなど）での使用を想定していないので、選択には注意を要する。
サスペンションフォークの装着を前提としているフレームにリジッドフォークを取り付ける場合は、サスペンションフォーク同等の長さを持つフォークが必要で、26インチのリジッドフォークは425mm（80mmトラベル量に相当）から445mm（100mmトラベル量に相当）、29インチでは465mmに設定されていることが多い。製品によってはフォークの先端からフォーククラウンまでの幅（肩幅長）が表示されている。

#### サスペンションフォーク

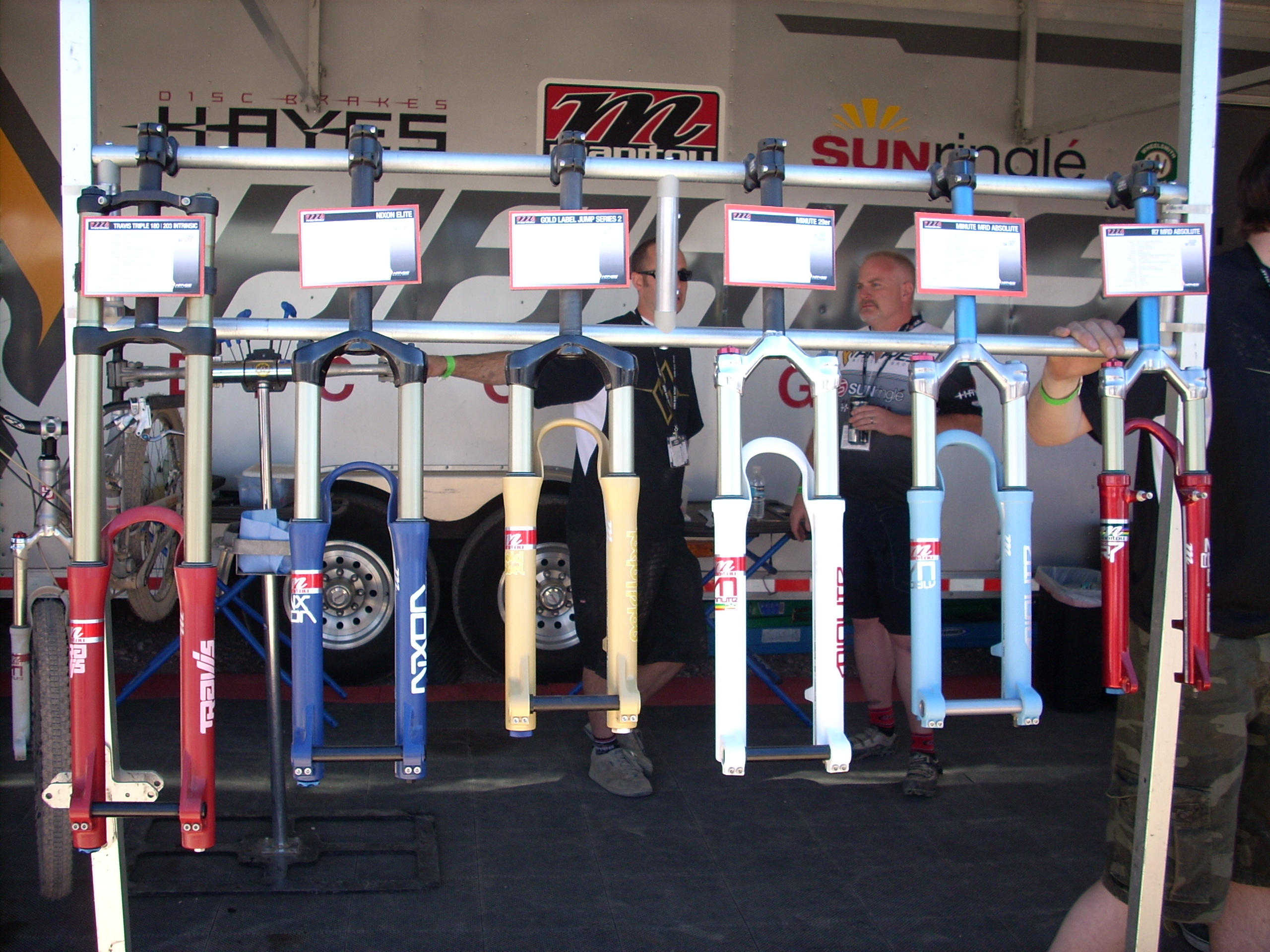
サスペンションフォーク各種

サスペンションフォークの構造は初期のものは上位モデルにはエアスプリングとオイルダンパー、下位モデルにはエラストマーやコイルスプリングの物が多かった。2000年代にはエアスプリングを採用するモデルが増えている。減衰機構はほぼオイルダンパーで、一部の廉価モデルにエラストマー式が残るのみである。
現在、マウンテンバイクのライディングカテゴリーが細分化され、カテゴリーごとにサスペンションが衝撃吸収のための可動域（「ストローク量」または「トラベル量」と呼ばれる）も分けられる。
ストロークが
- およそ80〜100mmともっとも少ないXC（クロスカントリー）系
- 100〜160mmはAM（オールマウンテン）
- 180〜200mm程度はDH（ダウンヒル）用

とされる。スプリング形式はXC系はエアスプリングが主流、DH系はコイルスプリング、その中間のAM系はエアとコイルが拮抗している。
また2000年代にはストローク量の範囲だけでなく、可動域をいかにコントロールするかという機能も付加されている。すなわち、
- 走行する場所にあわせて手動でストローク量を簡単に変更できたり、減衰特性を自由に変更できる。
- サスペンションを稼働させなくさせる（ロックアウト）。
- 路面からの衝撃は吸収するが、ペダルを踏み込む力でサスペンションが沈み込むようにしない（アンチボビング）。

などの様々な付加機能を盛り込まれた製品が登場している。

### コンポーネント
レバー類を除いて各種部品はロードバイクと大差はないが、MTB用パーツは泥詰まりに強く、強度があり、また低速のギアに対応した作りとなっている。クロスカントリー競技を前提とした製品が主流だが、2000年代には細分化が進み、ダウンヒルやフリーライドを前提として耐久性を高めた製品も登場している。創成期より開発に力を入れており、MTBでは日本メーカーのシェアも高い。
変速機能を必要としない用途ではシングルスピードで使われることもある。

## 名称について
「マウンテンバイク」という名称はその創成期の中心人物の一人であるゲイリー・フィッシャーが付けたとされる。1989年に「FISHER」の名称と、「FISHER MOUNTAINBIKES」の文字を含んだロゴをアメリカで商標登録（第73750860号）していたが、自転車としての「Mountain Bike」はどこからも登録されていない。メーカーによっては「オールテラインバイク (= All-terrain Bike、ATB：全地形対応型自転車)」とも呼んでいたが、「マウンテンバイク」の名称は一般化しオリンピックの競技種目名にもなっている。
ヨーロッパ諸国の言語でも「mountain bike」という英語の表現が用いられることが多い（ドイツ語、オランダ語、イタリア語など）。また、フランス語では前述のATBの意味に近い「VTT (= Velo Tout Terrain)」と呼ばれる。中国語では「山地自行車 (shāndìzìxíngchē)」、略して「山地車 (shāndìchē)」などと呼ばれる。
マウンテンバイク登場以前にも各地でオフロード用の自転車が誕生している。ヨーロッパでは既に自転車版クロスカントリーとしてシクロクロスが専用の自転車で行われていた。日本でも1970年代に山岳サイクリングブームが起こり、ランドナーを改造したパスハンター、さらに1980年代中盤に進化した山岳サイクリング車：MTC（mountain cycle）が生まれた。アメリカでも24、26インチのBMXバイクが登場しているが、全てマウンテンバイクとは別種として扱われる。

## マウンテンバイク類形車
マウンテンバイクルック、マウンテンルック車または単にルック車とも呼ばれるマウンテンバイク風自転車。日本ではマウンテンバイクが定着した1990年代から出回るようになり、折り畳み自転車からも該当製品が現れている。
有名スポーツ自転車ブランドから出ていた製品には、軽量化や舗装路に対応したパーツに変更されておりマウンテンバイクとしての使用は想定されていないことを前提に車体に悪路走行不可である旨を指摘するステッカーが貼られていたが、その後はクロスバイクなど別ジャンルとして販売されている。
無名のメーカーから出ている製品は、マウンテンバイクの外見に似せただけの一般道での使用を前提とした廉価品であることが多い。また、悪路走行不可のステッカーも貼られていないことも多い。
上記の有名スポーツブランドがこのジャンルの自転車をクロスバイクとして明確に分類した後は、全体として小売価格を抑えるために安価な材料・部品を多用した作りのものがほとんどである。本格的なスポーツ車に比べると鉄製部品の割合が高い。機能性よりも見た目・コストを重視した設計である。
下に例示した写真のものは、フレーム・ハンドルバーからフォーク（サスペンション）、そして通常は真鍮製のスポークニップルに至るまで全て鉄製のため、車体重量で20kg近くに達している。また、樹脂製のVブレーキを使用したものも存在する。アルミフレームなどを採用したルック車も販売されているため品質も車体によって様々である。
この種の自転車はその基本的な作りとして、スポーツ車としてのパーツを普通には装着できず、また仮にパーツを装換したとしても、基本構造であるフレーム等が悪路走行等に耐えるようには作られていないため、装換したパーツ本来の性能を発揮することも難しく、スポーツ車としての使用には耐えない。
日本工業規格JIS D 9111:2005（自転車 - 分類及び諸元）では「スポーツ車」の一種として「専ら一般道路での乗用を意図した自転車でマウンテンバイク、BMX車に外観の似た類形車（ルック車）」とマウンテンバイク類形車を定義しており、分類上もマウンテンバイクの属する「特殊自転車」ではなく「一般用自転車」となる。

## 競技の種目
長距離
- ダウンヒル（DH）
- クロスカントリー（XCO）
- マラソンライド（マラソンクロスとも）
- オールマウンテン
- フリーライド

短距離
- フォークロス（4X）
- デュアルスラローム
- トライアル
- クロスカントリーエリミネーター（XCE）

スタント

- ダートジャンプ
- ストリート

その他
- マウンテンバイク・オリエンテーリング